# Alessandro Angelini
Alessandro Angelini (ur. 28 sierpnia 1961) – włoski lekkoatleta specjalizujący się w biegach sprinterskich.
Największy sukces na arenie międzynarodowej odniósł w 1979 r. w Bydgoszczy, zdobywając podczas mistrzostw Europy juniorów brązowy medal w biegu sztafetowym 4 x 100 metrów.
Rekord życiowy w biegu na 100 metrów: 10,48 – Turyn 24/06/1980